# Terreur rouge (Grèce)
 (signalé en mai 2025).
Si vous disposez d'ouvrages ou d'articles de référence ou si vous connaissez des sites web de qualité traitant du thème abordé ici, merci de compléter l'article en donnant les références utiles à sa vérifiabilité et en les liant à la section « Notes et références ».
- Archive Wikiwix
- Bing
- Cairn
- DuckDuckGo
- E. Universalis
- Gallica
- Google
- G. Books
- G. News
- G. Scholar
- Persée
- Qwant
- (zh) Baidu
- (ru) Yandex
- (wd) trouver des œuvres sur Wikidata

Pour les articles homonymes, voir Terreur rouge.
La terreur rouge, en grec moderne : Ερυθρά Τρομοκρατία / Erythrá Tromokratía ou Κόκκινη Τρομοκρατία / Kókkini Tromokratía, en Grèce, est une formule utilisée par certains historiens pour décrire les incidents de violence contre la population civile, commis par le Front de libération nationale (EAM), alors dirigé principalement par le Parti communiste de Grèce (KKE), depuis 1942 ou 1943 environ jusqu'à la fin de la guerre civile grecque, en 1949. Dans les campagnes, les opérations sont menées par l'Armée populaire de libération nationale grecque (ELAS) et dans les villes, par l'Organisation pour la protection de la lutte du peuple (en) (OPLA).
Le discours sur le « terrorisme rouge » est formulé pour la première fois pendant l'occupation allemande dans le cadre de la propagande anti-EAM des forces d'occupation et de leurs collaborateurs grecs. Il est ensuite adopté par une commission britannique qui sert de médiateur entre l'EAM-ELAS et les autorités grecques, peu après la fin de l'occupation allemande. Après la guerre civile grecque, il devient un schéma d'interprétation clé dans l'historiographie de droite. 